# Reino da Islândia
O Reino da Islândia foi uma monarquia constitucional, com duração de 1 de Dezembro de 1918 até 17 de Junho de 1944, quando a república foi proclamada.

## Origens no domínio dinamarquês
Ver também: História da Islândia
A Islândia tinha estado sobre o controlo da Coroa Dinamarquesa desde 1380, embora formalmente tenha sido uma possessão norueguesa até 1814. (Note-se que o Rei da Dinamarca acumulava este título com o de Rei da Noruega até esse ano, data em que se assinou o Tratado de Kiel e o Rei abdicou da Noruega, embora as possessões norueguesas tivessem ficado reconhecidas como possessões dinamarquesas.) Em 1874, 1000 anos após o primeiro assentamento reconhecido, a Dinamarca concedeu à Islândia autogoverno, o qual foi expandido em 1904. A constituição, escrita em 1874, foi revista em 1903, e um ministério para os Assuntos Islandeses, residente em Reiquiavique, foi feito responsável perante o Althing, parlamento islandês.

## Fundação do Reino
O Acto de União, um acordo assinado com a Dinamarca a 1 de Dezembro de 1918, reconheceu a Islândia como um estado soberano unido com a Dinamarca sob um Rei comum. O Reino da Islândia oficializou a sua própria bandeira e pediu à Dinamarca que representasse os seus interesses nas áreas da defesa e negócios estrangeiros. O Acto seria revisto em 1940 e poderia ser revogado três anos depois se não se chegasse a acordo.

## A IIª Guerra Mundial e a fundação da República
A ocupação alemã da Dinamarca a 9 de Abril de 1940 fez cortar as comunicações entre a Islândia e a Dinamarca. Como resultado, a 10 de Abril, o Parlamento da Islândia votou de forma a tomar conta dos seus negócios estrangeiros, elegendo um governador provisório, Sveinn Björnsson, mais tarde o primeiro presidente da Islândia. Durante o primeiro ano da IIª Guerra Mundial, a Islândia aplicaria uma posição de neutralidade, tomando acção contra as forças britânicas e alemãs que violassem a neutralidade. No dia 10 de Maio de 1940, foi lançada a Operação Fork, tendo as forças britânicas começado a invasão da Islândia navegando para o porto de Reiquiavique. O governo islandês emitiu um protesto contra aquilo que chamava uma "violação flagrante" da neutralidade islandesa. No dia da invasão, o primeiro-ministro Hermann Jónasson leu um anúncio radiofónico avisando os islandeses para tratarem os invasores britânicos com respeito como convidados. A ocupação aliada duraria toda a guerra.
No pico da sua ocupação islandesa, o Reino Unido tinha cerca de 25 000 tropas estacionadas na Islândia, eliminando o desemprego na zona de Reiquiavique e outros sítios estrategicamente importantes. Em Julho de 1941 a responsabilidade pela defesa da Islândia passa para os Estados Unidos da América sob um acordo de defesa EUA-Islândia. O Reino Unido precisava das suas tropas noutras zonas e portanto convenceu o parlamento a concordar com uma força de ocupação americana. Até 40 000 soldados estiveram estacionados na ilha, ultrapassando em número os homens adultos islandeses. (Na altura, a Islândia tinha uma população de cerca de 120 000.)
A seguir a um referendo a 24 de Maio de 1944, a Islândia tornou-se formalmente uma república independente a 17 de Junho de 1944. Visto que a Dinamarca ainda estava sob ocupação alemã, muitos dinamarqueses ficaram ofendidos por este passo. No entanto, o rei dinamarquês, Cristiano X, enviou uma mensagem de congratulação ao povo islandês.